# San Simón de la Laguna
San Simón de la Laguna, eller bara San Simón, är en mindre stad i Mexiko, tillhörande kommunen Donato Guerra i sydvästra delen av delstaten Mexiko. San Simón de la Laguna hade 4 998 invånare vid folkräkningen 2010 och är kommunens största samhälle, men inte dess administrativa huvudort.